# ماري غريفيث
ماري غريفيث (بالإنجليزية: Mary Griffith)‏ (1772 - 1846 في الولايات المتحدة)؛ روائية أمريكية.